# Svizzero-americani
Con il termine svizzero-americani (inglese. Swiss-Americans; ted. Schweiz-Amerikaner; fr. Suisse-Américains o Helvético-Américains) si designano i cittadini degli Stati Uniti d'America di origine svizzera. Il loro numero è stato stimato nel 2015 a 915,091.

## Emigrazione svizzera verso gli Stati Uniti

### L'emigrazione verso le 13 colonie inglesi
L'emigrazione svizzera verso gli Stati Uniti iniziò precocemente, quando questi erano ancora colonie inglesi. Il primo cittadino svizzero a raggiungere il suolo americano fu Theobald Diebold von Erlach (1541-1565) che partecipò nel 1563 al tentativo di creare un insediamento francese in Nord America (Fort Caroline, in Florida). Ai primi del Seicento alcuni coloni svizzeri raggiunsero Jamestown. Durante il periodo coloniale britannico si possono individuare due differenti flussi migratori verso il Nord America. Una parte degli svizzero-americani, provenienti principalmente dalla Svizzera romanda, si diresse verso le colonie del Sud (Virginia, Carolina del Nord, Carolina del Sud, Georgia) dove, analogamente agli anglosassoni e agli immigrati di origine tedesca, impiantò grandi piantagioni (come la proprietà di Jean Gignillait, del 1657 nella Carolina del Sud) e si integrò rapidamente nella società americana. Gli insediamenti principali di questo periodo sono New Bern e Purrysburg. New Bern, nella Carolina del Nord, venne fondata nel 1710 da Christoph von Graffenried (1661-1743). Purrysburg venne invece fondata nella Carolina del Sud da Jean-Pierre Purry (1675-1736) nel 1731: l'insediamento attrasse numerosi coloni svizzeri, tra i quali il pastore sangallese John J. Zulby che, abbracciata la causa rivoluzionaria, rappresentò la Georgia nel Secondo congresso continentale del 1775. Un secondo flusso di svizzero-americani, destinato a conservare più a lungo la propria specificità, era costituito da dissenzienti religiosi, Mennoniti e Anabattisti alsaziani (conosciuti negli Stati Uniti come Amish). Abbandonata la Svizzera, un primo gruppo di circa 4.000 Mennoniti raggiunse il Nord America britannico nel 1720. Costoro – essenzialmente contadini e artigiani – si diressero principalmente in Pennsylvania (la colonia fondata dai Quaccheri). Un caso del tutto particolare, nel periodo coloniale, è infine rappresentato dai mercenari (quasi tutti provenienti dalla Svizzera romanda) che servivano come ufficiali delle Giubbe rosse, quando queste erano impegnate nelle campagne a Ovest dei Monti Appalachi contro i Francesi (→ Guerra dei Sette anni), i nativi americani e – più tardi – contro l'Esercito continentale dei coloni americani.

### La colonizzazione del Midwest

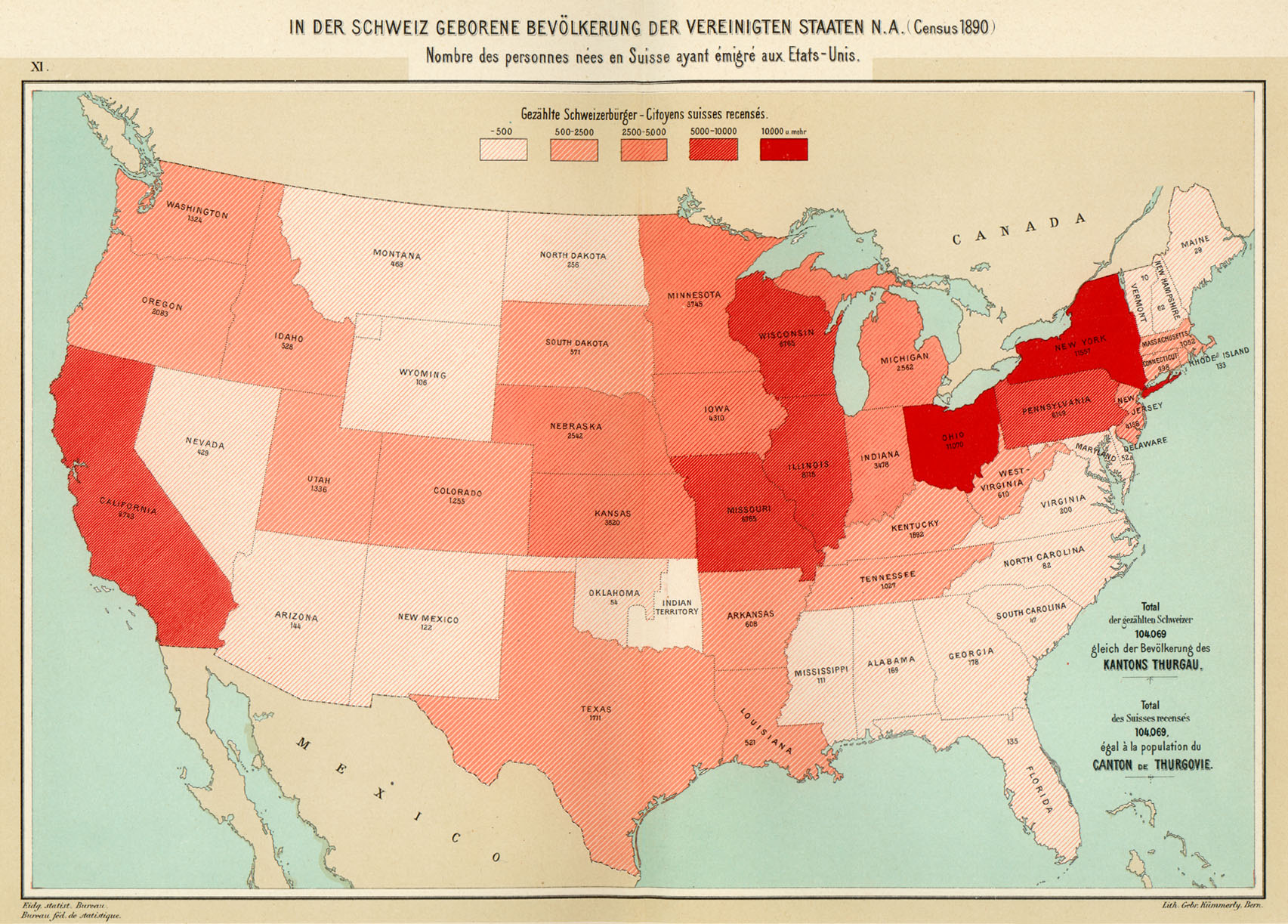
Carta del 1890 che indica la distribuzione degli immigrati svizzeri negli Stati Uniti, all’epoca 104.000 individui.

Nella seconda metà dell'Ottocento il flusso di immigrati elvetici si fece più massiccio. Tra il 1820 e il 1930 circa 290.000 Svizzeri raggiunsero gli Stati Uniti. 12.500 arrivarono tra il 1820 e il 1850; 76.500 tra il 1851 e il 1880; 82.000 tra il 1881 e il 1890; 89.000 tra il 1891 e il 1920; 30.000 tra il 1921 e il 1930. Non vi sono dati precisi sul numero di coloro che fecero successivamente ritorno in Svizzera, ma si stima che il loro numero fosse consistente. La maggior parte dei coloni provenienti dalla Svizzera si insediò nelle pianure del Midwest, che presentavano condizioni climatiche simile all'Altopiano svizzero. Qui si dedicarono principalmente all'agricoltura e all'allevamento dei bovini. Gli Stati che attrassero il maggior numero di svizzero-americani furono: l'Ohio, l'Indiana, l'Illinois, il Wisconsin e – dopo il 1848 – la California. Una parte minoritaria dei coloni si diresse invece nelle aree urbane: New York (9.233 svizzeri nel 1920), Chicago (3.425), San Francisco (2.105) e Filadelfia (1.889). Nel 1804, con un permesso ad hoc del Congresso, un gruppo di viticoltori svizzero-romandi fondò, nel Territorio dell'Indiana, Vevay (da Vevey, nel Canton Vaud). La viticoltura rimase marginale nell'economia del Midwest e a metà Ottocento Vevay (o New Vevay) si convertì in un centro cerealicolo. La strada verso l'Ovest era però aperta e nel 1817 Mennoniti svizzeri provenienti dalla Pennsylvania fondarono nell'Ohio l'insediamento di Sonnenberg, nel 1825 quello di Chippewa e – più a Ovest, nell'Indiana – quello di Berne (o New Bern) nel 1852. Dopo l'arrivo delle famiglie Suppiger e Köpfli, nel sud dell'Illinois – nella contea di Highland – sorse l'insediamento di Helvetia, che attrasse circa 1.500 svizzeri. Nel 1845 immigrati provenienti dal Canton Glarona fondarono New Glarus nel Wisconsin; mentre nel 1848 un gruppo di 900 bernesi fondò Alma, sulle rive del Mississippi. Altri agricoltori svizzeri si insediarono nei centri del Wisconsin (Monroe e Mount Pleasant). Nel 1856 alcuni svizzero-americani si riunirono nella Società per la colonizzazione svizzera (ingl., Swiss Colonization Society) con sede a Cincinnati, nell'Ohio. La società promosse la fondazione di colonie di insediamento “culturalmente omogenee”, nel 1858 sorse perciò l'insediamento di Tell City, nell'Indiana. Nel 1867 sorse Helvetia (Virginia Occidentale) e nel 1880 Peter Staub fondò Grütli, nel Tennessee. Circa un migliaio di Svizzeri convertitisi al Mormonismo si insediarono a Midway e a St. George, nello Utah.

### L'emigrazione in California

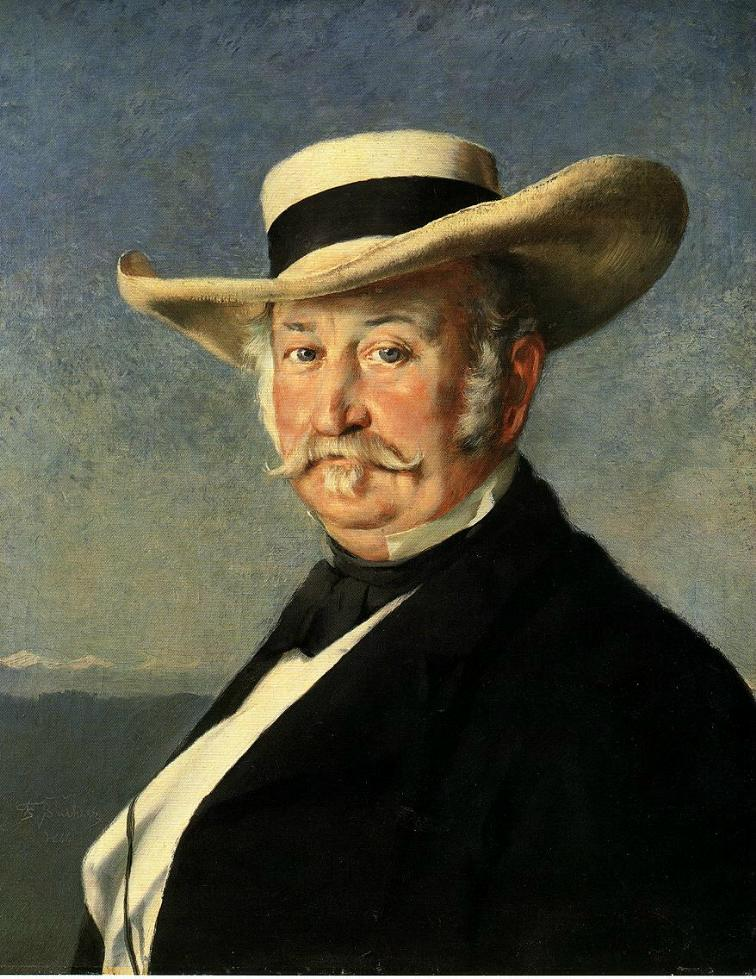
John Sutter - fondatore di Sacramento - in un dipinto del 1866

Una parte degli svizzero-americani si spinse sempre più a Ovest, fino a scavalcare le Montagne Rocciose e a raggiungere la California. Nel 1839 John (o Johann) Augustus Sutter fondò un piccolo insediamento agricolo lungo il fiume Sacramento, Sutter's Fort. Nel 1840 ribattezzò l'insediamento Nueva Helvetia, nel tentativo di compiacere le autorità messicane, che all'epoca governavano la regione. Negli anni seguenti, mentre era in corso la guerra messico-statunitense, nel corso d'acqua venne ritrovato l'oro. La scoperta determinò un enorme flusso migratorio verso la località – che il figlio di John Sutter rinominò Sacramento e ripianificò interamente – e diede avvio alla Corsa all’oro californiana (1849). L'insediamento fondato da Sutter divenne nel 1854 la capitale dello Stato della California. Un secondo flusso migratorio, costituito principalmente da ticinesi (o svizzero-italiani), si diresse verso la California nella seconda metà dell'Ottocento (→ Emigrazione ticinese in California). L'emigrazione ticinese crebbe soprattutto dopo il 1869, quando venne completata la Prima ferrovia transcontinentale (la Central Pacific): i ticinesi si insediarono soprattutto nella Napa Valley (a Nord di San Francisco) dove impiantarono vigneti (essenzialmente merlot) o fattorie per l'allevamento dei bovini da latte. Nel 1930 in California erano insediati 20.063 svizzero-americani, di questi 18.410 erano ticinesi.

### OltreconfiniTi, il portale ufficiale dedicato all'emigrazione ticinese
Sul tema dell'emigrazione svizzero-italiana in California e nel mondo, il primo agosto 2013 il Governo ticinese ha lanciato OltreconfiniTi. Questa piattaforma interamente dedicata alla diaspora ticinese raccoglie i profili di numerosi emigranti di ieri e di oggi con approfondimenti, interviste e contenuti inediti. Inoltre, funge anche da banca dati con centinaia di articoli, servizi radiofonici e documentari televisivi dedicati alla diaspora. Una sezione è infine rivolta a chi vuole partire o tornare in Ticino, con una serie di schede e dossier rivolti a studenti e professionisti.

## Insediamenti e distribuzione geografica degli svizzero-americani

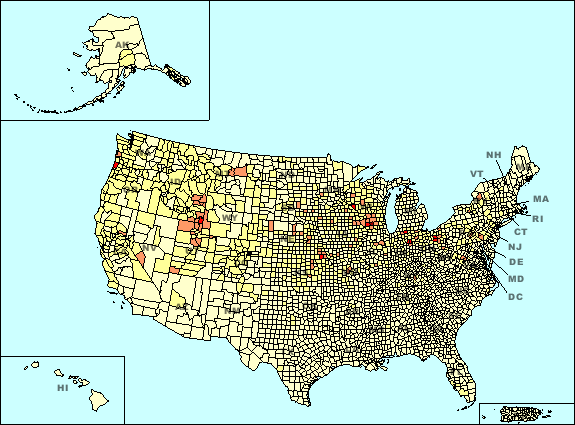
Distribuzione degli svizzero-americani per contea secondo il censimento del 2000.

L'emigrazione svizzera verso gli Stati Uniti rallentò dopo il 1930, in concomitanza con la recessione economica seguita alla crisi del 1929, e rallentò ulteriormente dopo la Seconda guerra mondiale. Attualmente la maggior parte dei cittadini svizzeri trasferitisi negli Stati Uniti risiede a New York, dove lavora essenzialmente nella piazza finanziaria, spesso per banche o assicurazioni elvetiche (come UBS o Credit Suisse, che negli Stati Uniti contano numerosi impiegati). Tradizionalmente, tuttavia, gli svizzero-americani si sono insediati soprattutto nelle regioni agricole (nella misura del 60%), lontano dai grandi centri urbani che hanno attratto solo il 40% degli immigrati svizzeri.

## Gli svizzero-americani nella società anglosassone
Nonostante il loro numero estremamente esiguo (0,3% della popolazione totale), gli svizzero-americani sono visibili nella società statunitense. Si sono rapidamente inseriti nella società anglosassone, divenendo parte del gruppo dirigente: due presidenti americani – H. Hoover e D. Eisenhower – hanno origini svizzere. La somiglianza delle istituzioni politiche americane con quelle svizzere (democrazia e federalismo) determinò l'integrazione degli svizzero-americani nel Nuovo Mondo, facilitata – in molti casi – dalla comune fede protestante. Nel 1915 uno studio del Governo federale americano sugli immigrati prese in esame la situazione economica di 5.000 uomini svizzero-americani: fra costoro, un terzo risultò inserito nella categoria a basso reddito (lower income), il 44% nella classe media (solid middle class) e il 22% nella classe alta (well). Gli svizzero-americani portarono negli Stati Uniti le loro tradizioni. Per conservarle si organizzarono – nel corso dell'Ottocento – in società svizzere, chiamate Swiss Verein. Le principali erano la William Tell Verein di Oakland e la Sacramento Helvetia Verein di Sacramento fondate nell'ultimo decennio dell'Ottocento. Da queste sorse la West Coast Swiss Wrestling Association che si incaricò di perpetuare la tradizione della lotta svizzera (lo Schwingen) negli Stati Uniti. Oggi le manifestazioni più conosciute legate alla cultura svizzera in America sono quelle di New Glarus, nel Wisconsin.